# 扎戈里亞尼
48°44′34″N 27°5′55″E / 48.74278°N 27.09861°E
扎戈里亞尼（烏克蘭語：Загоряни），是烏克蘭西部的村莊，隸屬赫梅利尼茨基州的卡緬涅茨-波多利斯基區。該村始建於1390年，面積1.61平方公里，海拔高度254米，2001年人口173。